# Pegoscapus flagellatus
Pegoscapus flagellatus is een vliesvleugelig insect uit de familie vijgenwespen (Agaonidae). De wetenschappelijke naam is voor het eerst geldig gepubliceerd in 1983 door Wiebes.